# Luca Pisaroni
Pour les articles homonymes, voir Pisaroni.
Luca Pisaroni (né en 1975 à Ciudad Bolívar) est un baryton-basse italien, connu principalement pour ses rôles du répertoire de Mozart et Rossini (Alidoro dans la Cenerentola, Maometto II dans l'opéra éponyme). Il est aussi l'interprète de Caliban dans The Enchanted Island.

## Biographie
À l'âge de 4 ans, il déménage à Busseto (ville de naissance de Verdi), et cinq ans plus tard, son grand-père lui fait connaître l'opéra, après quoi il décide de devenir chanteur lyrique. Il poursuit sa passion en assistant aux master classes de Carlo Bergonzi puis entame des études musicales au Conservatoire Giuseppe Verdi de Milan. Il emménage ensuite à Buenos Aires, avant de passer par New York. En 2000, Nikolaus Harnoncourt remarque Pisaroni lors d'une audition à Zurich et l'année suivante, le jeune homme interprète Figaro dans le Nozze di Figaro (Mozart) à Klagenfurt, rôle qu'il chantera plus d'une centaine de fois durant sa carrière.
En incarnant Masetto, dans Don Giovanni (Mozart) lors de l'édition estivale du Festival de Pentecôte de Salzbourg, en 2002, il rencontre le célèbre baryton américain Thomas Hampson (qui incarne alors Don Giovanni). En 2003, il fait ses débuts à l'Opéra de Paris dans le rôle de Colline, le philosophe de La Bohème (Puccini). En 2005, il fait ses débuts au Metropolitan Opera en Publio, dans La Clemenza di Tito (Mozart), avant d'y retourner pour incarner derechef Figaro. En 2006, il revête le costume de Leporello, le valet soumis de Don Giovanni, de retour à l'Opéra de Paris. Durant la même année, il incarne Guglielmo dans Così fan tutte (Mozart) au Festival de Glyndebourne.
Figaro et Leporello deviendront ses rôles les plus récurrents. 